# 村井清次
村井 清次（むらい きよつぐ、生年未詳 - 天正10年6月2日（1582年6月21日））は、安土桃山時代の武将。別名は専次とも。

## 生涯
織田政権下の京都所司代であった村井貞勝（春長軒）の次男。清次に関しては本能寺の変に至るまでに名が登場することがなく、その生涯は不明である。
天正10年（1582年）6月2日、本能寺の変が起こると父や兄と共に織田信忠のいる妙覚寺に駆けつけ、二条新御所で明智光秀軍と戦い、討ち死にした。